# 329 Svea
Svea (asteroide 329) é um asteroide da cintura principal com um diâmetro de 77,8 quilómetros, a 2,4173115 UA. Possui uma excentricidade de 0,0238695 e um período orbital de 1 423,42 dias (3,9 anos).
Svea tem uma velocidade orbital média de 18,9269387 km/s e uma inclinação de 15,88431º.
Este asteroide foi descoberto em 21 de Março de 1892 por Max Wolf.